# Pikuj
Der Pikuj (ukrainisch Пікуй, russisch Пикуй Pikui) ist mit einer Höhe von 1408 m der höchste Berg der Oblast Lwiw und der (Ost)-Bieszczady in den ukrainischen Waldkarpaten. 

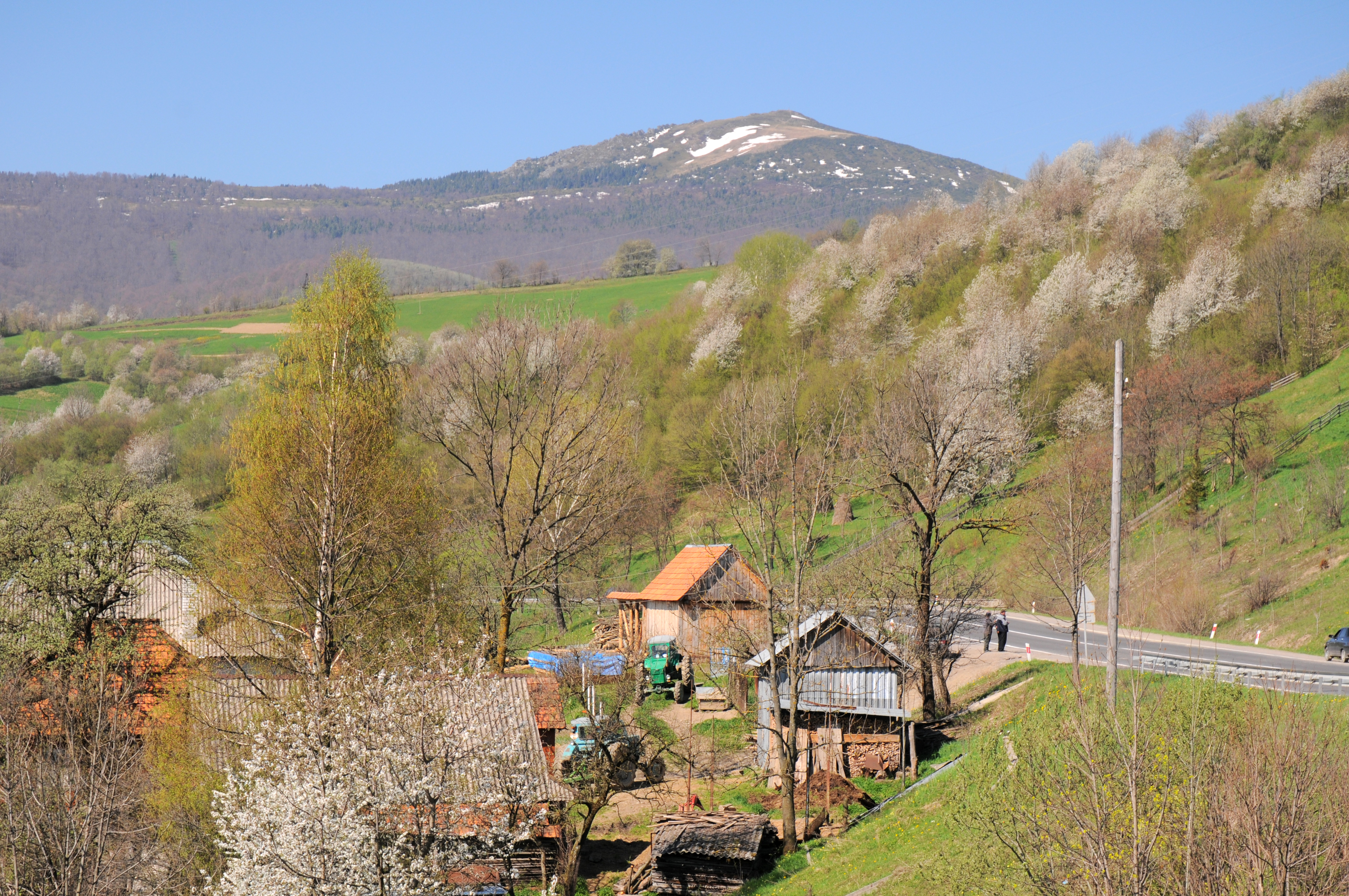
Blick von der M 06 / E 50 auf den Pikuj

Der Pikuj liegt im Süden der Oblast Lwiw (Rajon Sambir) an der Grenze zur Oblast Transkarpatien (Rajon Mukatschewo). Seine Hänge sind mit Buchenwäldern bedeckt. Vom Gipfel, auf dem sich eine  5 Meter hohe Beton-Stele befindet, hat man einen Panoramablick auf mehrere bekannte Karpatenberge.